# Pedro Miguel Lamet Moreno
Pedro Miguel Lamet Moreno (Cadis, 3 de març de 1941) és un sacerdot religiós jesuïta, periodista i escriptor espanyol. Ha publicat 47 llibres, tant de poesia com biografies i novel·les, especialment de temàtica històrica i religiosa.
Ingressa en els jesuïtes en 1958. És llicenciat en Filosofia, Teologia i Ciències de la Informació i és diplomat en Cinematografia, i ha exercit com a professor d'Estètica i Teoria del Cinema a la Universitat de Valladolid, a la Universitat de Deusto i a la Universitat de Caracas. També ha col·laborat en premsa (El País, Cambio 16), ràdio i televisió, i ha escrit llibres.

## Obra

### Poesia
- El alegre cansancio, Agora, Madrid, 1960
- El templo de la sorpresa, Arbolé, Madrid, 1969
- Del mar y el peregrino, Azur, Madrid, 1972
- Los cuadernos del nómada, Sala, Madrid, 1976
- Volver a andar la calle, El toro de granito, Avila, 1982
- Génesis de la ternura, Adonais, Madrid, 1986
- Las palabras pequeñas, Verbo Divino, Madrid, 1992
- Como el mar a la mar, Comismar, Madrid, 1995.
- El mar de dentro: Antología poética (1962-2006), Sal Terrae, Madrid, 2006.
- La luz recién nacida": Cancionero de Adviento y Navidad, (Ilustrado con 50 reproducciones de obra pictórica), Mensajero, Bilbao, 2016.

### Assaig
- Lecciones de cine, Mensajero, Bilbao, 1969.
- El Dios sin Dios de la poesía contemporánea, Bilbao, Mensajero, 1970.
- El Verbo se hizo imagen, Madrid, 1982.
- La luz de la mirada, PPC, Madrid, 1987.
- La rebelión de los teólogos, Plaza y Janés, Madrid, 1991.
- La seducción de Dios, Temas de hoy, Madrid, 1991.
- Cartas a Márian (...y a la generación del 2000), Espasa, 1997.
- Desde mi ventana, (Pensamientos de autoliberación), col Serenidipity, Desclée de Brower, Bilbao, 2002.
- Fotos con alma (Imágenes para despertar), ed. Mensajero, Bilbao, 2003.
- Llámame libertad (Caminos de liberación interior),ed feadulta.com, Las Rozas (Madrid),2012.
- Saborear e saber (Caminhos de libertaçao interior), en portugués, ed Tenacitas, Coimbra (Portugal), 2018.

### Biografia i història
- La buena noticia de Margarita, (Margarita María López de Maturana) Marsiega, Madrid, 1977.
- Un cristiano protesta, (Pedro Claver) Bibliograf, Barcelona, 1980; 2ªedición: Esclavo de esclavos, ed. Mensajero, Bilbao, 1997.
- De Madrid al cielo, (J. M Rubio) Sal Terrae, Madrid, Santander, 1985.
- Como lámpara encendida: José María Rubio (1864-1929), Belacqua, Barcelona, 2003; Paulinas, 2014.
- Arrupe, una explosión en la Iglesia, Temas de Hoy, Madrid, 1989 (10 ediciones). Reeditada con el título: Arrupe, testigo del siglo XX, profeta para el siglo XXI, Temas de Hoy, Madrid, 2007. Actualizada, con prólogo de Adolfo Nicolás, SJ, superior general de la Compañía de Jesús, ed.Mensajero, 2014.
- Yo te absuelvo, majestad (Confesores de reyes), Temas de Hoy, Madrid, 1991 (5 ediciones). Nueva presentación corregida y aumentada, 2004.
- Porque tuve hambre (Luz Casanova) Sal Terrae, Madrid, 1995.
- La santa de Galdós (Un personaje histórico de Fortunata y Jacinta), Trotta, Madrid, 2000, basado en el vida de Ernestina Manuel de Villena.
- Un hombre para los demás: Joaquín Ballester Lloret (Fundador de Fontilles), Sal Terrae, 2001; Belacqua, 2005.
- Hombre y Papa, (Biografía de Juan Pablo II), Espasa Calpe, Madrid, 2005 (edición puesta al día con 665 págs)
- Díez-Alegría: Un jesuita sin papeles La aventura de una conciencia (2ª ed.), Temas de Hoy, Madrid, 2005.
- Azul y rojo: José María de Llanos (Biografía del jesuita que militó en las dos Españas y eligió el suburbio), La Esfera de los Libros, 2013.
- San Francisco Javier y el mar: Perfil biográfico y poema dramático en un acto y cuatro cuadros, ed. Credo, Saarbrüken. Alemania, 2013.
- El alma secreta del mártir Óscar Romero, en Romero de Amárica con Jon Sobrino y James R. Brockman, ed. Mensajero, Bilbao, 2015.

### Novel·la
- Esto es mi cuerpo, PPC, Madrid, 1995. Amb un nou títol:El teólogo prohibido" (ebook) Amazón.
- El caballero de las dos banderas: Ignacio de Loyola (Novela histórica, 4 ed), ed. Martínez Roca, Barcelona, 2000; ed. Mensajero, Bilbao, 2013.
- El esclavo blanco, Pedro Claver (Nov. histórica), ed. Martínez Roca, Barcelona, 2002; ed. Mensajero, Bilbao, 2017.
- Borja: Los enigmas del duque, (Nov. histórica), Belacqua, Barcelona, 2003: Duque y jesuita: Francisco de Borja, Mensajero, Bilbao, 2014.
- Las palabras calladas: Diario de María de Nazaret, Belacqua, Barcelona, 2004; Verticales de bolsillo, 2008; Paulinas, 2012. (10 ediciones).
- El aventurero de Dios: [Francisco Javier], (Novela histórica) La Esfera de los Libros, Madrid, 2006. (3ª edición)
- El retrato: Imago hominis, (Novela histórica), La esfera de los libros, Madrid, 2007;El retrato secreto de Jesús de Nazaret, (Novela histórica), reedición, Mensajero, Bilbao 2018.
- El místico: Juan de la Cruz, (Novela histórica), La esfera de los libros, Madrid, 2009
- El último jesuita: La dramática persecución contra la Compañía de Jesús en tiempos de Carlos III, (Novela histórica), La esfera de los libros, Madrid, 2011
- Las palabras vivas: Confesiones de Juan, el discípulo predilecto, Paulinas, Madrid, 2011
- El resplandor de Damasco: Pablo de Tarso, el apóstol de las naciones (Novela histórica), La Esfera de los libros, Madrid, 2015
- No sé cómo amarte: Cartas de María Magdalena a Jesús de Nazaret (Novela,5 ediciones, una en bolsillo), Mensajero, Bilbao, 2016-2017.
- El tercer rey: Cardenal Cisneros. Un genio político en la España de los Reyes Católicos (Novela histórica), La Esfera de los Libros, Madrid, 2017.
- Deja que el mar te lleve. Una novela sobre la superación interior del dolor humano, Mensajero, Bilbao, 2019.

## Premis
Medalles del Cercle d'Escriptors Cinematogràfics
| Any  | Categoria     |                   | Resultat  |
| ---- | ------------- | ----------------- | --------- |
| 1968 | Millor llibre | Lecciones de cine | Guanyador |

Drago de Oro de l'Ateneo de Cádiz
| Any  | Categoria           | Resultat  |
| ---- | ------------------- | --------- |
| 2013 | Premi a tota l'obra | Guanyador |